# Cantó de Lussac
El cantó de Lussac és un cantó francès del departament de la Gironda, situat al districte de Liborna. Té 13 municipis i el cap és Lussac.

## Municipis
- Les Artigues-de-Lussac
- Francs
- Gorcs
- Lussac
- Montanha
- Néac
- Petit-Palais-et-Cornemps
- Pèi Seguin
- Puei Narmand
- Sent Cristòfe de Bardas
- Sench Ibarç
- Saint-Sauveur-de-Puynormand
- Taiac

## Història
| Data d'elecció                           | Identitat           | Partit | Qualitat |
| ---------------------------------------- | ------------------- | ------ | -------- |
| 1945-1970                                | Marceau Dupuy       | RPR    |          |
| 1970-1976                                | Bertrand des Garets | RPR    |          |
| 1976-1982                                | Georges Delord      | PS     |          |
| 1982-2001                                | Jean Trocard        | UDF    |          |
| 2001-                                    | Pierre Yerlès       | UMP    |          |
| les dades anteriors no són pas conegudes |                     |        |          |
|                                          |                     |        |          |

## Demografia
| 1962  | 1968  | 1975  | 1982  | 1990  | 1999  | 2006  |
| ----- | ----- | ----- | ----- | ----- | ----- | ----- |
| 8.103 | 8.417 | 8.104 | 8.351 | 8.181 | 7.765 | 8.101 |